# Острова Меранти
Острова Меранти (индон. Kepulauan Meranti) — округ в провинции Риау. Административный центр — город Селат-Панджанг.

## История
Округ образован в 2009 году.

## Население
Согласно оценке 2010 года, на территории округа проживало 176 371 человек.

## Административное деление
Округ делится на следующие районы:
- Тебинг Тингги
- Тебинг Тингги Барат
- Рангсанг
- Рангсанг Барат
- Мербау
- Пулау Мербау
- Тебинг Тингги Тимур
- Путри Пую
- Рангсанг Песисир